# Kim Jae-yup
Kim Jae-yup (* 17. Mai 1965) ist ein ehemaliger südkoreanischer Judoka. Er war 1987 Weltmeister und 1988 Olympiasieger im Extraleichtgewicht, der Gewichtsklasse bis 60 Kilogramm.
Der 1,72 m große Kim siegte 1983 bei den Juniorenweltmeisterschaften. Im Jahr darauf gewann er bei den Olympischen Spielen 1984 in Los Angeles im Achtelfinale gegen den Spanier Carlos Sotillo durch Waza-ari. Im Viertelfinale bezwang er den Franzosen Guy Delvingt durch Kampfrichterentscheid, im Halbfinale besiegte er Edward Liddie aus den Vereinigten Staaten mit einer Yuko-Wertung. Im Finale traf Kim auf den Japaner Shinji Hosokawa, der drei seiner bis dahin vier Kämpfe vorzeitig gewonnen hatte. Im Finale siegte Hosokawa durch Ippon nach 1:09 Minuten.
Bei den in Seoul ausgetragenen Asienspielen 1986 siegte Kim im Finale über den Japaner Koji Ono. Ende 1986 gewann er auch bei den Studentenweltmeisterschaften durch einen Finalsieg über den Franzosen Patrick Roux. Sportlicher Höhepunkt des Jahres 1987 waren die Weltmeisterschaften in Essen. Kim bezwang Patrick Roux im Achtelfinale und den Briten Neil Eckersley im Viertelfinale. Nach seinem Halbfinalsieg über Chatib Khachak aus der Sowjetunion traf er im Finale auf Shinji Hosokawa, diesmal siegte Kim.
Im Juli 1988 fanden in Damaskus die Asienmeisterschaften statt, Kim erkämpfte eine Bronzemedaille. Zwei Monate später trat Kim vor heimischem Publikum in Seoul zu den Olympischen Spielen an. Nach einem Auftaktsieg gegen Mohamed Madhar aus Suriname in 2:28 Minuten bezwang er in der zweiten Runde den für die Sowjetunion startenden Georgier Amiran Totikaschwili mit einer kleinen Wertung. Im Achtelfinale gegen den Brasilianer Sérgio Pessoa gewann Kim durch Kampfrichterentscheid, Im Viertelfinale gegen Helmut Dietz aus der Bundesrepublik Deutschland endete der Kampf nach 3:27 Minuten. Das Halbfinale gegen Patrick Roux entschied Kim durch eine kleine Wertung, im Finale besiegte er Kevin Asano aus den Vereinigten Staaten durch eine Shido-Wertung, also eine Strafe für Asano. Sein letztes internationales Turnier bestritt Kim Jae-yup 1989 in Leonding, er wurde Zweiter im Halbleichtgewicht.